# 冷飯とおさんとちゃん
『冷飯とおさんとちゃん』（ひやめしとおさんとちゃん）は、1965年の日本映画。中村錦之助 (萬屋錦之介)主演・田坂具隆監督。東映京都撮影所製作、東映配給。

## 概要
山本周五郎の三つの短編『ひやめし物語』『おさん』『ちゃん』を合わせたオムニバス映画。鈴木尚之脚本。中村錦之助 (萬屋錦之介)が江戸の庶民の三役を演じ、各挿話が語られるチャンバラのない時代劇。錦之助が豪華な女優陣を相手に、第1話 『冷飯』では恋愛を、第2話 『おさん』では結婚を、第3話 『ちゃん』では家庭と男の人生の三段階が語られる。男にとって、女への業が全編の主題。
　

## スタッフ
- 製作：大川博
- 企画：岡田茂、小川三喜雄、三村敬三
- 監督：田坂具隆
- 脚本：鈴木尚之
- 原作：山本周五郎『ひやめし物語』『おさん』『ちゃん』
- 撮影：飯村雅彦
- 音楽：佐藤勝
- 美術：鈴木孝俊
- 録音：中山茂二
- 照明：和多田弘
- 編集：宮本信太郎
- スチール：諸角義雄
- 制作：東映京都撮影所

## キャスト

### 第1話 「冷飯」
- 柴山大四郎：中村錦之助 (萬屋錦之介)
- 椙女：木暮実千代
- 柴山又左衛門：原田甲子郎
- 志乃：岡田千代
- 柴山粂之助：中村錦司
- 中村又三郎：小沢昭一
- 中井岡三郎：花澤徳衛
- 深見ぬい：入江若葉
- 深見新蔵：唐沢民賢
- 下女：山乃美七子
- 中川八郎兵衛：千秋実
- 梶：不二和子
- 平松吉之助：河原崎長一郎
- 屑屋：浜村純
- 古道具屋の親父：藤原釜足
- 河重の女将：東龍子
- 河重の女中：宮園純子
- 中川家の家士：前川良三
- 中川家の使者：源八郎
- 若殿：五十嵐義弘
- 家老：矢奈木邦二郎

### 第2話 「おさん」
- 参太：中村錦之助 (萬屋錦之介)
- おさん：三田佳子
- おふさ：新珠三千代
- 伊三：安中滋
- 辰造：佐藤慶
- 作次：大坂志郎
- 作次の女房：富永佳代子
- 小助店のおかみ：赤木春恵
- 棗店のおかみ：中畑道子
- 乃里屋の番頭：市川裕二
- 長屋の男：畑中伶一

### 第3話 「ちゃん」
- 重吉：中村錦之助 (萬屋錦之介)
- お直：森光子（特別出演）
- 良吉：伊藤敏孝
- おつぎ：岡田由紀子
- 亀吉：君塚秀修
- お芳：藤山直子
- お蝶：渡辺美佐子
- 新助：北村和夫
- 喜助：三木のり平
- 源平：坂本武
- おくに：都賀静子
- 長屋のおかみ：高橋漣
- 酒屋の親父：中村時之介
- お玉：塩野崎貞子

## 製作

### 企画
企画は岡田茂東映京都撮影所（以下、東映京都）所長と中村錦之助の実兄・小川貴也（小川三喜雄）、三村敬三の三人。山本周五郎の短編を原作にしてオムニバス映画を作ろうと企画がスタートした。製作開始は1964年の春。時期としては岡田茂が東映京都所長に復帰して間もない頃で、大川博東映社長から東映京都の再建を託された岡田は、東映京都の実権を握り、京都に復帰するや否や「映画での時代劇製作を打ち切る」を宣言した。時代劇はテレビ(ドラマ)へ徐々に移し、時流に合わなくなった監督や俳優を情け容赦なく切り捨て、東映京都は任侠映画を中心とした製作に決めた。岡田は高額のギャラを取る大御所スターに頼らない集団劇を東映京都の製作方針として挙げたが、しかし時代劇で実績を残す錦之助は特別扱い。岡田は錦之助を押して東映京都の時代劇再建が出来るのではと当初は考えていた。錦之助も東映京都の新しい出発の牽引車になろうと大きな責任を感じていた。
山本周五郎の全短編を読み候補をピックアップ。『おさん』と『ちゃん』が候補に挙がったところで、監督の田坂具隆が「『ひやめし物語』をやりたい」と強引に押し『ひやめし物語』『おさん』『ちゃん』の三本のオムニバスに決まり、鈴木尚之に脚本が発注された。

### キャスティング
中村錦之助は1954年に美空ひばり主演の松竹『ひよどり草紙』でデビューし、東映移籍後『笛吹童子』で子どもたちの人気を集めたが、11年経ってこんな演技者になると予想したものは少なかった。錦之助は「やっぱり田坂先生の力です。年に一本は先生の作品に出ていないと、また"型"の芝居に戻ってしまうような不安を感じます」などと話し、支度部屋の壁には「有思在形―具隆」と書かれた額を掛けて田坂具隆を心服していた。東映の看板スター錦之助のギャラは一本500万円といわれたが、本作は大作一本立てのためギャラは1,000万円といわれた。ゼニカネにシビアと言われた進藤英太郎の薫陶を受けた錦之助、錦之助の弟分・高倉健は、ギャラにとかくうるさいスターで、長年東映幹部を苦しめていた。
第2話「おさん」のおふさ役は当初、佐久間良子にキャスティングされていたが、佐久間がスケジュールの都合で新珠三千代に変更し、天下待望の三田佳子との初対決はまたしてもお流れとなった。新珠は東宝所属で他社出演。森光子、渡辺美佐子らも他社の女優で、いい役は他から借りて来なければならないほど、東映京都は女優不足だった。

### 撮影記録
1965年3月28日クランクアップ。1965年4月3日初号試写。その日、『宮本武蔵・完結篇』（『宮本武蔵 巌流島の決斗』）響庭野ロケでクランクイン。

### 製作費
1億5,000万円。

## 興行
製作中に『飢餓海峡』のカット問題が起った。田坂監督にも大きなショックを与えたが、本作にも会社から14000フィート（上映時間155分）以内にまとめてくれと注文を受けた。田坂はこれを拒否し、あわや第二の『飢餓海峡事件』かと心配されたが、これに対して組合の委員長でもあった中村錦之助が「もし先生の意に反してカットするなら東映を辞めます」と凄み、予期せぬ助太刀に東映も驚き、岡田所長の仲介で、カットなし、181分の一本立てでの上映が決まった（クレジットは178分）。また当初は1965年4月下旬の公開を予定していたが、松竹『雪国』とともに東宝『赤ひげ』のスカラ座での先行ロードショー期間にぶつける強気の興行に出た。

## 作品の評価

### 興行成績
映画評論家・由原木七郎が「原作者の狙いをしっかりと受けとめた田坂監督と三人の個性をさらりと演じながら、深く心にしみる演技を見せた錦之助が素晴らしい。40年間に及ぶ映画ジャーナリストとしてのベストテンに数えたい佳作」とべた褒めするなど、作品そのものの評価は高かったが、お客はサッパリで一週間と持たず、11日の予定を封切り4日で打ち切り。同じ山本周五郎原作の東宝『赤ひげ』との対決が注目を浴びたが、スカラ座の新記録を更新した『赤ひげ』の三分の一以下の入り。松竹『雪国』にも大きく水をあけられ、東映は急遽、鶴田浩二主演の「関東シリーズ」第一弾『関東流れ者』と高倉健主演の「網走番外地シリーズ」第一弾『網走番外地』を繰り上げ公開し、とたんの五社トップに躍り出た。オムニバスは当たらないという映画興行のジンクスが的中した形となった。大コケした理由に岡田が任侠路線への切り換えを急ぎ、宣伝に力を入れなかったことも要因にあるといわれる。「関東シリーズ」と「網走番外地シリーズ」は四作目まで二本立てで公開され、東映最大ともいえるドル箱シリーズになり、東映任侠路線確立に大きく貢献した。鶴田や高倉の任侠シリーズは最初は製作費が安いにも関わらず大きな稼ぎを生んだ。当時の不況ムードでは巨匠監督が金も時間もかけて、東映で芸術作品を作ることは難しくなった。岡田は本作のクランクアップ直前、田坂に最後通告を行い、内田吐夢、伊藤大輔も今後、東映では起用しないと決めた。また今井正監督で予定していた現代劇も延期された
三村敬三は1996年に東映を退社する際、岡田と企画した本作のポスターとテレカを作り、東映会長になっていた岡田に渡したら、「よう当たったのう、あの映画」と冗談で言われた。岡田にとっても、とんでもなくコケた映画として強く印象に残っていたという。

## 影響

### 組合騒動
本作は中村錦之助が東映を離れる切っ掛けになった映画である。錦之助は1954年に東映に入社するなり、岡田茂が「あれだけ短期間でスターダムにのし上がったのは、私の知る限りでは、錦之介と石原裕次郎だけです」と話すように、すぐに東映の看板スターになり、東映が黄金期を築く礎となった。岡田は錦之助が初めて東映京都を訪れた日からの付き合いで、美空ひばり・加藤喜美枝母子や沢島忠ともども仲が良かった。錦之助の喧嘩相手は常に岡田だったが、話が終われば祇園へ繰り出し酒を飲み交わす仲。岡田は錦之助を唯一説得できる存在だった。錦之助は子供向け路線から、大人の俳優に脱皮しようとしたが、岡田は錦之助を説得してそれを何とか先送りした。しかし内田吐夢や伊藤大輔、田坂具隆ら、巨匠監督の映画に出始めると娯楽作品が馬鹿馬鹿しくなり、出たがらなくなった。岡田は「そんなことを言っていると人気が落ちるぞ」と忠告したが、錦之助は聞き入れず。『徳川家康』や『宮本武蔵 巌流島の決斗』なども作品は評価されても興行が芳しくなく、「いい映画が不入りだったのは会社の責任だ」などと反撃し、岡田にも錦之助はコントロール出来なくなった。錦之助が数年来滞納していた税金の支払いを迫られたことから、会社に2,500万円の借金を申し込んだが、錦之助映画は興行不振が続くためニベもなく撥ねつけられ、岡田が「時代劇の製作を止め、任侠路線で行く」という方針を打ち出し、"不良性感度"を標榜する荒々しい企画路線にシフトさせ始めたため「エロでも暴力でもお客が入ればいいという考え方は麻薬と同じだ。いずれお客さんにそっぽを向かれるだけ」と公然と批判し、これに反対する目的で、東映京都の親睦団体・京都俳優クラブを母体として1965年5月9日に東映の俳優組合（東映俳優クラブ組合）を結成した。錦之助が生え抜きの東映スターに比べ、鶴田浩二は東宝から移ったいわば外様だけに、岡田が鶴田中心の製作スケジュールを組んでいることに錦之助が感情的になったといわれる。
錦之助は『宮本武蔵』シリーズ五部作の最終作『宮本武蔵 巌流島の決斗』を撮り終えたら、フランスへ2、3年出かけるつもりでいたが、俳優仲間の組合委員・神木真一郎（神木真寿雄）から「代表になって欲しい」と頼まれ、侠気のある錦之助は「自分が代表になって、同じ俳優仲間の生活が向上するなら」と代表を引き受けた。副代表には東千代之介と里見浩太朗が、書記長には尾形伸之介が就任し、大友柳太郎、松方弘樹、近衛十四郎、桜町弘子ら総勢38名が参加した。東千代之介は岡田に長年ギャラを値切られ続け「キャバレーに出るなら世話してやろう」などと言われ、堪忍袋の緒が切れた。錦之助と弟分だった高倉健も合意したが、高倉は東映東京撮影所（以下、東映東京）の契約者だったため、発表は控えた。役者は一国一城の主が多いだけに大川橋蔵は、人気の巻き返しを狙っていたため、会社に抵抗したくないと反対を打ち出し不参加。また錦之助と犬猿の仲だった鶴田浩二は、組合の結成を批判し、東映東京専属の役者には声をかけず、四十七士に足らなかった。岡田は「錦之助は自分が思うようにいかんから、子分を率いて組合を作ったんやろ」「俳優は労働者に非ず、従って組合は認めない。邦画を守るためにも娯楽作品を作っていく。文句があるならお前らみんな東映辞めろ」などと暴言を吐き、「一般の労働組合としては認められないから団交には応じられない。一人一人なら交渉に応じる」などと強硬な態度で接し激しく対立した。錦之助のように東映と高額な契約金を交わす大スターは東映の社員ではなかった。
俳優組合はやむなく1965年6月1日、京都地労委に組合資格審査の申し立てを行い、1965年7月、公益委員会は「俳優は労働組合法上の労働者として認められる」と、東映側の主張は退けられ、史上初めて俳優という職業が労働者として認められ、俳優の労働組合が東映に正式発足した。岡田は有馬稲子から頼まれ「一本数千万のギャラを取って、大川社長より年俸の多いお前が、年間数千円か賃金を上げてくれという組合員の気持ちが分かるのか」と錦之助に代表を辞めるよう説得したがダメだった。錦之助は本作の興行的惨敗がケチのつき始めで、この年7月に有馬稲子と離婚。五社協定が俄然と映画界に君臨した時代でもあり、組合活動も同じ京都に当時撮影所を持っていた大映と松竹との歩調も合わず。大スターから大部屋俳優が一緒にやることに無理があった。副代表の東千代之介が後援会長の座館経営者から「赤旗を振るようなことがあったら会長を退くから」と叱られ、フリーになって東映を退社し、里見浩太朗も「会社に弓を引けない」と脱退するに及び、解散を余儀なくされ、錦之助は責任を一身に背負う代償として会社と交渉を持ち、組合員を処罰しないことと組合員の今後の生活保障を条件に組合を解散させ、1965年8月16日、もとの親睦団体に戻った。
錦之助の出演作は以降も興行が振るわず、東映のドル箱シリーズは鶴田浩二の「関東やくざシリーズ」と高倉健の「網走番外地シリーズ」に移った。岡田は最初は自身の発案による鶴田浩二主演の「博徒シリーズ」と錦之介主演の「日本侠客伝シリーズ」で東映京都の改革を構想していたが、錦之介が『日本侠客伝』の主演を拒否し、代わりに主演に抜擢した高倉健の人気が爆発した。錦之介と高倉は仲が良かったから、錦之介は二作目以降はあっさり身を退いた。鶴田への対抗心から錦之介はその後もヤクザ路線に出たがらず、ヤクザ路線一辺倒になることに反対し、「時代劇も撮るべきだ」と主張したが、岡田に容られず。かつて年間8本～10本の専属契約で3,000万以上を叩き出していたため、出演料は一本400万円見当で、錦之助の映画は作りにくい状況に陥った。
錦之助は独立プロを設立するため、大川東映社長に退社を伝えたが、大川は役者に勝手なことをされてはしめしが付かないと猛反対した。岡田は東映にまた帰って来れるよう1965年10月、東映専属から本数契約を結ばせ、『花と龍』二部作と『沓掛時次郎 遊侠一匹』『丹下左膳 飛燕居合斬り』の計四本の出演を条件に1966年8月、東映を円満退社させた。しかし世間的には東映に実質的に切られたと見られた。独立プロは上手くいかず、11年後、岡田のところに錦之助がやって来て「何かいい企画はないか」と言うので『柳生一族の陰謀』に錦之助を主演させた。東映京都のスタッフが錦之助の京都復帰を歓迎したのは円満退社だったからである。1977年6月公開の『八甲田山』が映画インサイダーによる製作で一本立て興行として大成功したことから、岡田は東映でも大作一本立て興行を決意し、時代劇復興の願いと新しい時代劇ブームを作り出したいと考えたかは諸説あるが、『柳生一族の陰謀』を企画した。
岡田茂は1976年12月の『映画ジャーナル』のインタビューで「映画でゼニ儲けしよう思ったら、転換期の現実をどう処理して乗り切るか、ジャーナリスティックな見方と違うんだよ。これは映画製作に責任を持つぼくしか分からないかも知れんね。しかし、あの現実を若いぼくの後輩の連中にシカと見させたことは非常にタメになったと思う。東映最初の転換期は、千恵さん（片岡千恵蔵）右太さん（市川右太衛門）を中心に中村錦之助・大川橋蔵の時代劇の黄金時代が終焉を告げたとき、大問題だった。千恵さん、右太さんと大川社長の間に大変な軋轢が起きたことも隠れもない事実だったし、当時ぼくが京撮所長としてその解決を全部仕切った。スターばかりか、監督、ライター、キャメラマンまで一気にいったんだから。時代劇に固執するものは一人もいらないんだ、どこか他で撮ってくれ、という勢の大きな嵐なんだ。『武士道残酷物語』『ちいさこべ』なんか批評家には褒められたが商売は赤字ばかり出たんだから、これを止めなきゃならん。一方、第二東映で膨れ上がった人間抱えてるんだからタマランわねえ。もう全部切る、とこれが東映京都でやった合理化です。錦之助を担いで俳優諸君が争議を起し、これを支援するマスコミがわいわい書き立てた。そんなとき、次はこれだッと鶴田浩二を使って『人生劇場 飛車角』などを撮り出した。当たったよしこれだッ、ということで、俊藤浩滋クンなんかと組んで『日本侠客伝』を出した。そのうちポーンと東映東京で今田クン（今田智憲）が高倉健で『網走番外地』を当て、みるまに『昭和残侠伝』でのし上がってきたんだよ。思い切って時代劇にとどめを刺し、人間も整理し、次に当たる企画を打ち出した。いいも悪いもない、映画でゼニを稼ぐというのはそういうことなんです」などと述べている。